# Clam család
A Clam család grófi nemzetség volt Csehországban és Ausztriában; régente höchenpergi Pergernek hivták, Höchenperg karintiai várnak nevéről.

## Története
1524-ben vette meg Perger Kristóf Clam várát és a hozzátartozó birtokokat Alsó-Ausztriában Hardeck gróftól; Kristófnak a dédunokáját pedig, Clam Gottfried Jánost III. Ferdinánd császár 1655. november 22-én testvéreivel s nagybátyjaival együtt a birodalmi bárók sorába emelte. Gottfried, dédunokája, Ferdinánd József öt fiút hagyott hátra, akik 1759 június 17-én az osztrák örökös tartományokban a grófi méltóságot nyerték. Ezen 5 fiú közül a legidősebbnek, Gottlieb Jánosnak Károly József nevű fia volt, aki 1792-ben Martinitz Ferenc Károly grófnak Mária Anna nevű leányával házasságra lépett és ettől fogva, mint egy külön családi ágnak az alapítója, gyermekeivel együtt a Clam-Martinitz nevet használta. Fia, Károly Nepomuk József Gábor, Clam-martinitzi gróf, osztrák altábornagy volt. 1809-ben mint önkéntes harcolt az 1812–1814. évi hadjáratokban, Schwarzenberg herceg szárnysegéde volt és 1814. Koller altábornaggyal kísérte I. Napóleont Elbára; azután pedig részt vett a bécsi kongresszus tanácskozásain. 1821-ben feleségül vette Guilford lord leányát és több évig mint egy vértesezred ezredese Magyarországban állomásozott. 1824-ben Pétervárott járt. diplomáciai küldetésben 1830-ban tábornokká, az udvari hadi tanács tagjává léptették elő, és azután titkos követségben a porosz udvarhoz küldték, ahol Metternich rendszerének érdekében működött. 1835-ben V. Ferdinánd császár szárnysegéde, 1836-ban titkos tanácsos és a legfőbb államtanácsban a katonai osztály főnöke lett. 1837. altábornaggyá nevezték ki. Miután állandóan a császár környezetében tartózkodott, nagy befolyásra emelkedett, melyet minden szabadelvű és alkotmányos törekvés elnyomására és az arisztokrácia kizárólagos uralmának érdekében használt fel. Fia, Henrik Jaroszláv Jogot tanult és az 1848. márciusi mozgalmak után kezdte meg hivatalos pályáját. 1853-ban Budán helytartótanácsos lett. 1856. februárban udvari tanácsos és ugyanezen év májusában galíciai helytartó lett, de 1859-ben az állami szolgálatból kilépett és 1860-ban a birodalmi tanácsba hívták. Mint a cseh nemesi pártnak vezére, mely céljai előmozdítására 1860. szept. 1-jével «Das Vaterland» című politikai napilapot indította, az októberi diploma létrejötte körül buzgólkodott, de a februáriusi pátenssel nem értvén egyet, 1861-ben a föderalisztikus ellenzékhez szegődött. Őt tartották az arisztokratikus-föderális irányú röpirat szerzőjének, amely «Sustine et abstine» jelige alatt nagy feltünést keltett. 1861-ben a cseh múzeum elnökévé választották, de 1862 óta tevékenysége a cseh tartományi gyűlésre szorítkozott. Öccse, Rikárd, clam-martinitzi gróf 1865-ig a hadseregben szolgált és azután évtizedeken át az ó-cseh feudálisok vezére volt az osztrák képviselőházban és a cseh tartománygyűlésen. Számos kitüntetés érte. Megválasztották a birodalmi gyűlés alelnökévé, 1889 után pedig az urak házának volt tagja. Megérte, hogy az ifjú-csehek az ó-csehek és a németek között létrejött cseh kiegyezést romba döntötték és hogy valamennyi ó-cseh képviselő az 1891. év tavaszán megtartott választáson megbukott.

## A Clam-Gallas-ág
A család második ága, Clam-Gallas János Kristóftól, a fentemlített Ferdinánd Fülöp testvérétől származik. János Kristóf fia: Keresztély Fülöp 1757-ben nagybátyja, Gallas gróf birtokait örökölte és nevét is fölvette. Fia: Keresztély Kristóf (szül. 1770, megh. 1838) jótékonyságáról híresedett el; az ő egyetlen fia pedig, Eduard Clam-Gallas gróf, született Prágában 1805 márc. 14., meghalt Bécsben 1891. március 17-én. 1839-ben ezredessé, 1846-ban tábornokká nevezték ki s mint ilyen egy dandár élén 1848-ban Santa Lucia, Goito, Vicenza és Custozza mellett, valamint 1849. Piemontban is kitüntette magát; ennek elismeréséül altábornaggyá léptették elő. Azután az Orsova mellett gyülekező hadtest parancsnokává nevezték ki, melynek élén június 23-án a felkelt Erdélyországba nyomult, Brassót megszállta és az illyefalvi ütközet után Maros-Vásárhelyen is megvetette lábát. 1850. az I. (cseh) hadtest parancsnokságát vette át, melynek élén az 1859. olasz háboruban Magenta és Solferinó-nál mindkét izben Mac Mahonnal szemben szerencsétlenül harcolt. Ezután mint lovassági tábornok működött Csehországban és 1865. császári főudvarmester lett. Az 1866-os hadjáratban a legtovább északra tolt hadtestet vezényelte és azzal a feladattal volt megbizva, hogy Frigyes Károly herceget és Herwarth tábornokot előnyomulásában feltartóztassa. Feladatát azonban részint stratégiai és taktikai hibák, főképpen pedig egységes szervezet és vezetés hiánya miatt nem volt képes megoldani; a poroszok hadát egymásután több ütközetben (Liebenau, Podol, Hühnerwasser és Gitschinnél) megverték, miáltal az osztrák hadsereg nagy morális és anyagi veszteséget szenvedett. E kudarcok miatt Clam-Gallast a königgrätzi csata után, (amelyben a parancsnokságot Gondrecourt-nak kellett átadnia), haditörvényszék elé állították, mely azonban ártatlannak nyilvánította. Mindazonáltal nyugalomba vonult és ezután csehországi birtokain (Friedland, Reichenberg) töltötte napjait.